# Sankt Kyrillos
 For alternative betydninger, se Kyrillos. (Se også artikler, som begynder med Kyrillos)
Sankt Kyrillos var en græsk (byzantinsk) munk, født 827 i Thessaloniki og død 869 mens han var på missionsrejse i det østlige Europa. Kyrillos er især kendt for – sammen med sin bror Sankt Methodios – at have beriget den slaviske kulturkreds med et skriftsprog og det tilhørende, efter ham opkaldte, kyrilliske alfabet.
1. ↑  Navnet er anført på engelsk og stammer fra Wikidata hvor navnet endnu ikke findes på dansk.